# México en la Clasificación de Concacaf para la Copa Mundial de Fútbol de 2018
La Selección de fútbol de México es uno de los treinta y cinco equipos nacionales que participaron en la Clasificación de Concacaf para la Copa Mundial de Fútbol de 2018, en la que se definirán los representantes de dicha confederación para la fase final del mencionado torneo, que tendrá lugar en Rusia. 
La etapa preliminar —también denominada eliminatorias— se jugará en América del Norte, América Central y el Caribe desde el 23 de marzo de 2015 hasta el 15 de noviembre de 2017. El torneo definirá 3.5 equipos que representarán a la Confederación de Norteamérica, Centroamérica y el Caribe de Fútbol en la Copa Mundial de Fútbol. La FIFA realizó el sorteo para la tercera y cuarta ronda, el cual se dio a conocer el 25 de julio de 2015 en el Palacio de Constantino de San Petersburgo.

## Sistema de juego
En la cuarta ronda las 12 selecciones son divididas en 3 grupos de 4 equipos, cada equipo juega dos veces contra los 3 rivales de su grupo en partidos de local y visitante con un sistema de todos contra todos. Al término de todos los partidos clasifican a la quinta ronda (Hexagonal final) los dos primeros lugares de cada grupo. 
En la quinta ronda las 6 selecciones restantes juegan dos veces contra los cinco rivales de su grupo en partidos de local y visitante con un sistema de todos contra todos. Al término de todos los diez partidos clasifican directamente a la Copa Mundial de Fútbol de 2018 los tres primeros lugares, el cuarto disputará una repesca contra el quinto clasificado de la AFC para obtener su cupo, los equipos son clasificados según los puntos obtenidos los cuales son otorgados de la siguiente manera:
- 3 puntos por partido ganado.
- 1 punto por partido empatado.
- 0 puntos por partido perdido.

Si dos o más equipos culminan sus partidos empatados en puntos se aplican los siguientes criterios de desempate (de acuerdo a los artículos 20.6 y 20.7 del reglamento de la competición preliminar de la Copa Mundial de la FIFA 2018):
- Mejor diferencia de gol en todos los partidos de grupo.
- Mayor cantidad de goles marcados en todos los partidos de grupo.
- Mayor cantidad de puntos obtenidos en los partidos entre los equipos en cuestión.
- Mejor diferencia de gol resultado de los partidos entre los equipos en cuestión.
- Mayor cantidad de goles marcados en los partidos entre los equipos en cuestión.
- Mayor cantidad de goles marcados en condición de visitante (si el empate es solo entre dos equipos).
- Bajo la aprobación de la Comisión Organizadora de la FIFA, un partido de desempate en un campo neutral con un tiempo extra de dos periodos de 15 minutos y tiros desde el punto penal si fuese necesario.

## Previa y preparación
Dirigida por Miguel Herrera, la Selección de México llevó un cuadro alternativo para encarar la Copa América 2015, como consecuencia tuvo un mal desempeño quedando eliminado en la primera ronda y clasificado el penúltimo puesto del certamen tras empatar 0:0 ante Bolivia, 3:3 ante el anfitrión Chile y perder 1:2 ante Ecuador.
Después del fracaso en Sudamérica, México utilizó el plantel estelar para la Copa oro 2015 y obtener el derecho de disputar el «playoff» para la Copa Confederaciones en Rusia 2017, La Selección de México ganó el torneo sembrando dudas y polémica, tras tener un pobre desempeño la continuidad de Herrera en el cargo no era garantizada. Pero tras un incidente en el cual el técnico agredió al comentarista Christian Martinoli, Herrera fue cesado.
Tras la dimisión de Miguel Herrera, el brasileño Ricardo Ferretti se ofreció como entrenador interino con el fin de clasificar a México a la Copa Confederaciones de 2017. Durante la fecha FIFA del mes septiembre, obtuvo dos empates, un 3:3 ante Trinidad y Tobago y un 2:2 frente Argentina. El 10 de octubre clasificó a la Selección de México a la confederaciones tras vencer 3:2 a Estados Unidos en la prórroga. Ferretti dirigió su último encuentro el 13 de octubre obteniendo una victoria de 1:0 ante Panamá en Toluca. El 14 de octubre, el colombiano Juan Carlos Osorio fue anunciado por la FEMEXFUT como nuevo entrenador del seleccionado para el proceso de la clasificación de Rusia 2018.
La Copa América Centenario fue disputada en Estados Unidos como un torneo especial del centésimo aniversario de la Copa América, México fue el único selectivo invitado automáticamente. Se disputó junto con las diez selecciones de Conmebol, el anfitrión y cuatro selecciones de Concacaf. Ya bajo la dirección técnica del colombiano, el equipo inició de manera exitosa su participación en la eliminatoria mundialista al clasificarse al hexagonal final en la jornada cuatro de la ronda semifinal, luego de cuatro triunfos. Al tiempo que con una serie de partidos amistosos (y contemplando los últimos duelos de Herrera y los de Ferretti) hilvanaba una destacada racha de partidos sin derrota, sumando únicamente victorias y sin recibir gol; lo que independientemente de los estilos o niveles de juego, generó una alta expectativa de cara a la Copa América Centenario, la primera que el representativo mexicano encararía con su cuadro estelar desde 2007 (recordando las restricciones que hubo en 2011 y 2015). 
Las expectativas se realzaron al continuar las rachas positivas, que se volvieron históricas, durante la primera fase al vencer a Uruguay y Jamaica, y empatar con Venezuela. Sin embargo una abrupta caída se escenificó en el partido de cuartos de final ante el campeón vigente Chile, al caer derrotado 7-0, en la que fue la peor goleada en torneos oficiales en la historia de la selección y solo superada en general por la derrota 8-0 frente a Inglaterra en 1963.

## Proceso de clasificación

### Cuarta fase
Doce selecciones, divididas en 3 grupos de 4 equipos, participarán en esta ronda: 6 procedentes de la ronda anterior y otras 6 que ingresan a la competición en esta instancia. Los grupos quedaran definidos mediante el sorteo realizado el 25 de julio de 2015 en San Petersburgo, Rusia. Se disputará del 13 de noviembre de 2015 al 6 de septiembre de 2016.
México iniciará su camino a partir de la cuarta ronda por estar clasificado dentro de los mejores seis equipos de la zona en el ranking de la FIFA del mes de agosto de 2014. La selección mexicana quedó instalada como cabeza de serie en el grupo A junto con los seleccionados de Canadá, El Salvador y Honduras.
La Selección de fútbol de México inició la clasificación en una jornada doble en noviembre de 2015. El 13 de noviembre en el estadio Azteca, recibió a la selección salvadoreña, a quién venciendo cómodamente 3:0 con gol al minuto 7' de tiro libre de Andrés Guardado, uno de Héctor Herrera al 42' y un gol con un toque fino de Carlos Vela sobre el guardameta al 64' cerró la cuenta, así sumó sus primeros tres puntos de la «cuadragular». Cuatro días después viajó a San Pedro Sula para enfrentar a la selección hondureña en el estadio Olímpico Metropolitano, compromiso el cual terminó 2:0 a favor de México con goles de Jesús Manuel Corona (67') y Jürgen Damm (72'), cortó la racha negativa de 22 años sin ganar en Honduras.
Para el año 2016 se retomó el proceso eliminatorio en el mes de marzo. El 25 de marzo nuevamente disputó doble jornada, el rival siguiente fue Canadá a visita recíproca en el estadio BC Place de Vancouver, el cual venció 3:0 con anotaciones de Hernández, al 32', Hirving Lozano al 40' y Jesús Corona al 72' Acabando Con 23 Años De No Ganar En Suelo Canadiense En Partidos Eliminatorios . El día 29 del correspondiente mes México se convirtió en el primer clasificado a la quinta ronda conocida como «hexagonal final» después de doblegar a los canadienses por conducto de penal de Andrés Guardado al 17' y Jesús Corona al 45 de ruleta.
El 2 de septiembre enfrentó a El Salvador en el estadio Cuscatlán de la ciudad de San Salvador, a quien venció por 3:1 con goles de Héctor Moreno, al 52', Ángel Sepúlveda, al 58' y Raúl Jiménez por conducto de penal al 73'. Para concluir la ronda, cuatro días después, enfrentó a Honduras en el estadio Azteca donde el encuentro quedó en empate sin anotaciones. 

#### Grupo A
| Selección   | Pts. | PJ | PG | PE | PP | GF | GC | Dif |
| ----------- | ---- | -- | -- | -- | -- | -- | -- | --- |
| México      | 16   | 6  | 5  | 1  | 0  | 13 | 1  | 12  |
| Honduras    | 8    | 6  | 2  | 2  | 2  | 6  | 6  | 0   |
| Canadá      | 7    | 6  | 2  | 1  | 3  | 5  | 8  | -3  |
| El Salvador | 2    | 6  | 0  | 2  | 4  | 4  | 13 | -9  |

| L\V                    | Bandera de Canadá | Bandera de El Salvador | Bandera de Honduras | Bandera de México |
| Bandera de Canadá      |                   | 3:1                    | 1:0                 | 0:3               |
| Bandera de El Salvador | 0:0               |                        | 2:2                 | 1:3               |
| Bandera de Honduras    | 2:1               | 2:0                    |                     | 0:2               |
| Bandera de México      | 2:0               | 3:0                    | 0:0                 |                   |